# Liste der Monuments historiques in Removille
Die Liste der Monuments historiques in Removille führt die Monuments historiques in der französischen Gemeinde Removille auf.

## Liste der Immobilien
| Bezeichnung        | Beschreibung                   | Standort              | Kennzeichnung | Schutzstatus | Datum | Bild           |
| ------------------ | ------------------------------ | --------------------- | ------------- | ------------ | ----- | -------------- |
| Wegekreuz          | Stein, 16. Jahrhundert         | Rue des Halles (Lage) | PA00107259    | Classé       | 1908  |                |
| Kapelle St-Nicolas | vom Ende des 16. Jahrhunderts  | Rue du Val (Lage)     | PA00132653    | Inscrit      | 1994  |                |
| Kirche Notre-Dame  | Portal aus dem 16. Jahrhundert | Rue du Mont (Lage)    | PA00107260    | Inscrit      | 1926  | weitere Bilder |

## Liste der Objekte
| Bezeichnung                           | Beschreibung                                        | Standort                         | Kennzeichnung | Schutzstatus | Datum | Bild |
| ------------------------------------- | --------------------------------------------------- | -------------------------------- | ------------- | ------------ | ----- | ---- |
| Skulptur Heiliger Antonius            | Stein, farbig gefasst, 16. Jahrhundert              | in der Kapelle St-Nicolas (Lage) | PM88000813    | Classé       | 1961  |      |
| Kanzel                                | Holz, 18. Jahrhundert                               | in der Kirche Notre-Dame (Lage)  | PM88001722    | Inscrit      | 1991  |      |
| Skulptur Christus in der Rast         | Stein, Ende des 15. Jahrhunderts                    | in der Kirche Notre-Dame (Lage)  | PM88000816    | Classé       | 1977  |      |
| Wandvertäfelung und Kirchengestühl    | Holz, 18. Jahrhundert                               | in der Kirche Notre-Dame (Lage)  | PM88001725    | Inscrit      | 1991  |      |
| Skulptur Madonna mit Kind (1)         | Stein, farbig gefasst, Ende des 15. Jahrhunderts    | in der Kirche Notre-Dame (Lage)  | PM88000807    | Classé       | 1951  |      |
| Skulptur Madonna mit Kind             | Stein, 16. Jahrhundert                              | in der Kapelle St-Nicolas (Lage) | PM88000810    | Classé       | 1961  |      |
| Skulptur Heiliger Nikolaus            | Stein, 16. Jahrhundert                              | in der Kapelle St-Nicolas (Lage) | PM88000812    | Classé       | 1961  |      |
| Litres funéraires                     | aus dem 18. Jahrhundert                             | in der Kirche Notre-Dame (Lage)  | PM88001723    | Inscrit      | 1991  |      |
| Retabel                               | Holz, farbig gefasst und vergoldet, 18. Jahrhundert | in der Kirche Notre-Dame (Lage)  | PM88001724    | Inscrit      | 1991  |      |
| Skulptur Madonna mit Kind (2)         | Stein, farbig gefasst, Ende des 15. Jahrhunderts    | in der Kirche Notre-Dame (Lage)  | PM88000808    | Classé       | 1964  |      |
| Kreuzigungsretabel                    | Stein, 16. Jahrhundert                              | in der Kapelle St-Nicolas (Lage) | PM88000809    | Classé       | 1961  |      |
| Skulptur eines heiligen Bischofs      | Stein, 16. Jahrhundert                              | in der Kapelle St-Nicolas (Lage) | PM88000811    | Classé       | 1961  |      |
| Skulptur eines kopftragenden Heiligen | Stein, farbig gefasst, 16. Jahrhundert              | in der Kapelle St-Nicolas (Lage) | PM88000814    | Classé       | 1961  |      |
| Pietà                                 | Stein, 16. Jahrhundert                              | in der Kirche Notre-Dame (Lage)  | PM88000815    | Classé       | 1969  |      |